# Honoré Flaugergues
Honoré Flaugergues (16 de maig de 1755, Viviers, Ardèche –26 de novembre de, 1835 o 20 de novembre de 1830) va ser un astrònom francès.

## Biografia
Descobrí el "Gran Cometa de 1811" (C/1811 F1), i també el "Gran Cometa de 1807" (C/1807 R1).
Intentant mesurar el període de rotació del planeta Mart, s'adonà de les inconsistències en el calendari de les estructures grogues i va concloure que eren estructures atmosfèriques i no pas de la superfície. per tant alguns li adjudiquen haver descobert núvols de pols a Mart, però és difícil que pogués apreciar-les, ja que le seu telescopi era massa petit. .
A més de com astrònom va ser actiu en medicina i arqueologia estudiant les malalties sofertes pels obrers de la llana i organitzant excavacions a Alba-la-Romaine.
Hi ha un cràter d'impacte a Mart que porta el seu nom.